# Amsacta nigrisignata
Amsacta nigrisignata är en fjärilsart som beskrevs av M.Gaede. Amsacta nigrisignata ingår i släktet Amsacta och familjen björnspinnare. Inga underarter finns listade i Catalogue of Life.